# Самиклаус
Самиклаус (на немски: Samichlaus) е марка силна лагер бира, направена в стила допелбок, която понастоящем се произвежда от австрийската пивоварна „Schloss Eggenberg“. Бирата се вари само веднъж годишно, на Никулден (6 декември), след което отлежава в продължение на 10 месеца преди бутилирането, и по традиция излиза на пазара за следващите Коледни празници. Съдържа 32 % екстракт и 14 об.% алкохол и е една от най-силните бири, които се варят редовно. Високото съдържание на екстракт и на алкохол, обуславя и по-дългия срок на отлежаване и съхранение – пет и повече години.

## История
Бирата „Samichlaus“ започва да се произвежда през 1980 г. в светла и тъмна версия от швейцарската пивоварна „Brauerei Hürlimann“ в Цюрих. При появата си на пазара, със своите 14 % алкохолно съдържание, „Samichlaus“ е най-силната бира в света за времето си и през 1990 г. влиза в Книгата на рекордите на Гинес. През 1996 г. „Brauerei Hürlimann“ става собственост на холдинга „Feldschlösschen“, най-големият швейцарски производител на бира, който понастоящем е собственост на датската пивоварна група „Карлсберг“. Година по късно, през 1997 г., производството в пивоварната „Hürlimann“ в Цюрих е преустановено, като последното бутилиране на „Samichlaus“ и през 1996 г. Днес „Hürlimann“ произвежда само марките „Hamer“, „Hürlimann Lager“ и „Sternbrau“, които са обикновени светли лагери.
През 2000 г. търговската марка „Samichlaus“ и оригиналната рецепта за бирата са купени от австрийска пивоварна „Schloss Eggenberg“, която възобновява производството на коледната бира в своята пивоварната още същата година. За направата на бирата се използват светъл и мюнхенски малц, както и хмелове Магнум и Перле от Халертау, както и Жатец. Същата мая, която се е използвала за направата на оригиналния Samichlaus в Швейцария се използва и в производството на бирата на „Schloss Eggenberg“. Тази мая е уникална, и е разработена да издържа на много високи нива на алкохол. Швейцарското наименование на бирата е запазено, за да се подчертае приемствеността с продукцията на „Hürlimann“. На швейцарския диалект на немския език Samichlaus означава Санта Клаус (Дядо Коледа).
Поради големия успех на класическата допелбок версия – „Samichlaus Classic“, която се предлага в бутилки от 0,330 мл, с черен етикет), пивоварната пуска на пазара и нови разновидности. През 2007 г. на пазара се появява лимитирана версия „Samichlaus Helles“ с червен етикет – светла допелбок бира с 14 об.% алкохол, която се прави от светъл пилзнер малц, и се отличава от своя тъмен събрат със своя златист цвят с червеникави отблясъци, още по-сложни плодови аромати и малцова сладост. През 2013 г. се появява „Samichlaus Barrique“, също с 14 об.% алкохол, специално отлежала в дъбови бъчви, в които преди това е отлежавало вино Шардоне. Резултатът е червено-кафява бира с плодово-пикантен аромат, плодово-карамелна сладост, и сложен и хармоничен вкус. През 2014 г. идва ред и на „Samichlaus Schwarzes“ – тъмна плътна бира, отново с 14 % алкохолно съдържание.

## Характеристика
Класическата „Samichlaus“ е силна коледна бира в стил допелбок, с 14 % алкохолно съдържание, с висока карбонизация, с червеникаво-кафяв, бакъреномеден цвят, орехов аромат и богат и сложен вкус, в който се съчетават нотки малц, тъмни плодове, шоколад, карамел и алкохол. „Samichlaus“ се съчетава отлично с шоколадови десерти и сладкиши.
Биреният експерт Зак Ейвъри дава следната оценка на „Samichlaus“: „Бакърено-светлокафява на цвят, със силен опияняващ аромат на стафиди и шери. Най-добре се възприема сервирана в тумбеста чаша – силна, сладка и загряваща. Перфектна с филийка коледен сладкиш.“ 
Поради високото си алкохолно съдържание и изискванията на американския пазар, на етикетите на „Samichlaus“ фигурира и обозначението малц ликьор